# فابيو كاريلي
فابيو كاريلي (مواليد 26 سبتمبر 1973) هو لاعب كرة قدم برازيلي متقاعد يلعب في خانة المدافع، وكان يشغل منصب المدير لنادي الاتحاد السعودي
.

## وصلات خارجية
- فابيو كاريلي، الملف  على موقع Soccerway